# Каталану
 Тази статия е за града в Бразилия.  За микрорегиона вижте Каталану (микрорегион).  
Каталану (на португалски: Catalão, [kɐtɐˈlɐ̃w]) е град в централна Бразилия, част от мезорегион Гояски Юг на щата Гояс. Населението му е около 111 000 души (2020).
Разположен е на 835 метра надморска височина на Бразилското плато, на 90 километра северно от Уберландия и на 215 километра югоизточно от Гояния. Селището възниква през 20-те години на XVIII век и получава името си от един от първите заселници, военен свещеник от Каталония, като официално е обявено за град през 1859 година. Градът е център на район на активно говедовъдство, като в него има и големи заводи – за комбайни на „Джон Дир“ и за леки автомобили на „Мицубиши Моторс“.